# シーエスサービス
株式会社シーエスサービスは、兵庫県神戸市中央区の富士ビルに本社を置く株式会社。
主にシステム開発やコンサルティングなどの業務を行う。

## 概要
1979年、データ入力を主業務とする企業として設立された。神戸に本社、川崎に東京支店を置き、システムの設計・構築・開発などを手掛ける。（プラットフォーム、OEM事業、サーバー構築、ウェブアプリ、組込システム、デバイスドライバ、プリンタファームウェア、基幹業務システム、物流管理システムなど）

## 関連会社
- シーエス・エントリー